# 北九州市役所

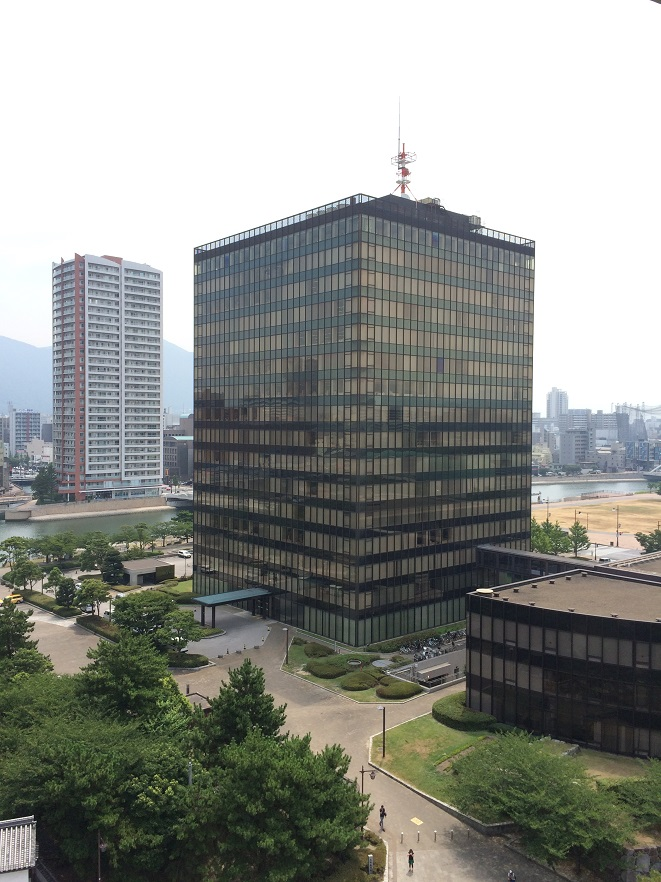
隣接する小倉城天守閣から撮影した市役所庁舎（2015年8月）

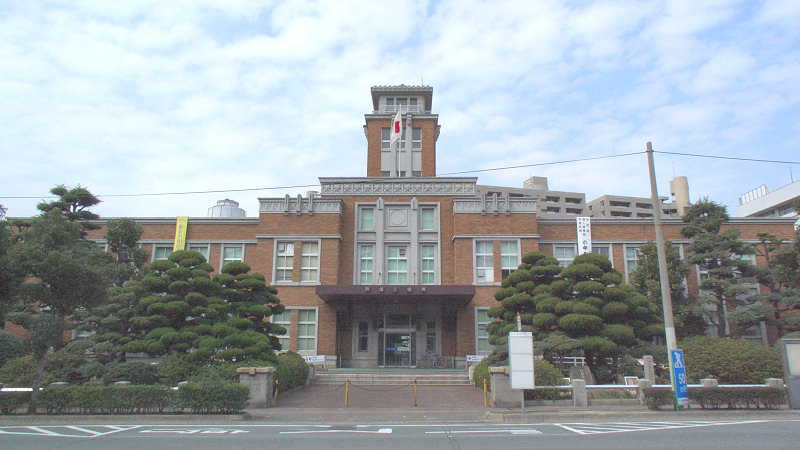
旧戸畑市役所（前・戸畑区役所）

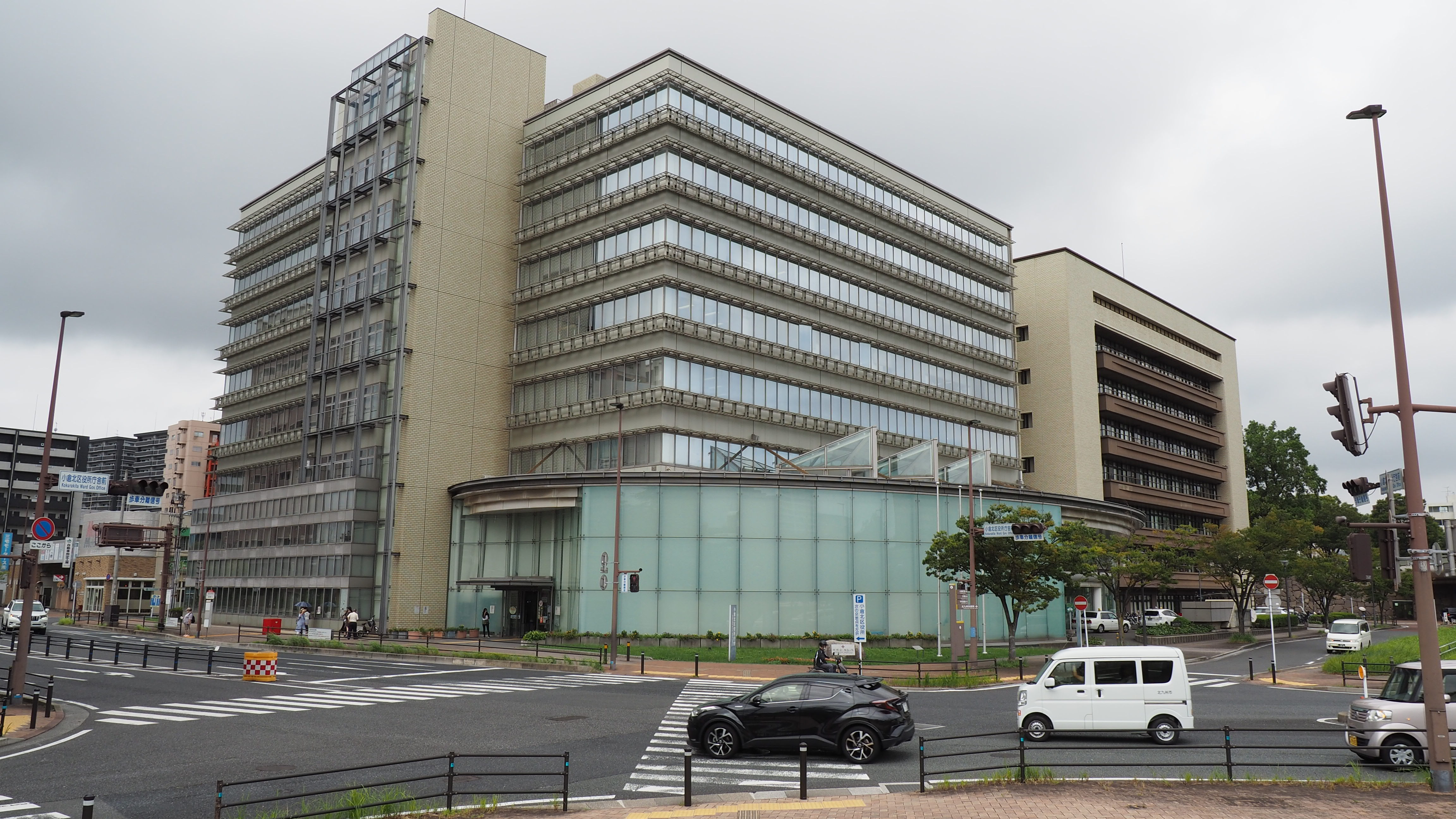
小倉北区役所（2023年8月）

北九州市役所（きたきゅうしゅうしやくしょ）は、地方公共団体である北九州市の執行機関としての事務を行う施設（役所）である。
なお、北九州市は政令指定都市であるため、一般の市役所が取り扱う身近な窓口業務は7行政区の区役所が扱う。

## 概要
庁舎は本庁舎（第1庁舎）地区と小倉北区役所庁舎地区の2つに分かれる。
1963年の北九州市発足当初、旧戸畑市役所だった戸畑区役所旧本庁舎（2014年3月からは戸畑図書館として使用。北九州市戸畑区新池一丁目1番1号）を本庁舎としたが、古く狭隘であったことから、谷伍平市長政権下、現在地である小倉城のそばに移すことを決め、1972年竣工。本庁舎は地上15階・地下3階、西隣の議会棟は2階建てとなっている。
小倉北区役所庁舎は、当初は（北九州市役所）第2庁舎と呼ばれ、本庁舎から道路と勝山公園を挟んで南側に位置する。その後、室町にあった旧小倉北区役所（旧小倉市役所）敷地を含む一帯の再開発（リバーウォーク北九州）計画により区役所を移転することになったため、第2庁舎に隣接して第3庁舎を建設した。移転後、この2つの庁舎は区役所庁舎として一体化され、同時に本庁舎との間で一部部局の移転が行われた。
なお、本庁舎に入居していた消防局は、2002年に独立庁舎へ移転している。
屋上は無料展望室（平日の8:30〜17:00）になっている。

## 所在地
本庁舎
〒803-8501　北九州市小倉北区城内1番1号
小倉北区役所庁舎
〒803-8510　北九州市小倉北区大手町1番1号
「第2庁舎」時代の郵便番号は「803-8502」であったが、区役所移転統合により区役所の郵便番号に統一された。

## 業務時間
- 市役所本体：8時30分から17時15分まで
- 小倉北区役所の一部窓口業務：木曜日は延長対応
- 土曜日・日曜日・祝日・年末年始は休み。

## アクセス

### 本庁舎
バスの場合、「北九州市役所前」バス停下車。
西鉄バス北九州
- 小倉駅バスセンター4番乗場から27番・28番に乗車。
- 料金：100円、所要時間：約6分

市営バス
- 「北九州市役所前」行きに乗車。市営バスの場合、市役所前が終点扱い。
- 料金：JR小倉駅新幹線口（北口）から乗車の場合西鉄と同じ100円。

徒歩
- JR小倉駅から徒歩約20分
- JR西小倉駅から徒歩約15分

### 小倉北区役所庁舎
バスの場合、「小倉北区役所前」バス停下車。西鉄バス北九州の場合、このバス停が始発終着となる路線がある。2011年3月までは小倉駅バスセンターから100円周遊バスが運行されていた。

## 庁舎概要

### 本庁舎・議会棟
| 階  | 本庁舎入居部局 |
| --- | --- |
| RF  | 展望室 |
| 15F | 技術監理局（技術計画課、検査課、技術管理課、技術支援課、契約制度課、契約課）、総務局（総務課庁舎管理）、監察官室、喫茶 |
| 14F | 建築都市局（住宅計画課、空き家活用推進室、住宅整備課、住宅管理課、再開発課、建築支援課、建築課、施設保全課、電気設備課、機械設備課） |
| 13F | 建築都市局（総務課、都市景観課、都市計画課、都市交通政策課、開発指導課、建築指導課、監察指導課、建築審査課、都市再生計画課、都市再生整備課、まちなか再生支援課）                                                                             |
| 12F | 建設局（総務課、用地管理課、用地課、管理課、道路維持課、道路計画課、道路建設課、街路課） |
| 11F | 子ども家庭局（総務企画課、監査指導課、子育て支援課、保育課、青少年課、幼稚園・こども園課）、建設局（河川整備課、水環境課、公園管理課、緑政課、みどり・公園整備課）                                                                           |
| 10F | 環境局（総務課、環境学習課、グリーン成長戦略課、再生可能エネルギー成長推進課、環境イノベーション支援課、環境監視課、産業廃棄物対策課、循環社会推進課、業務課、施設課、公害監視センター）                                                     |
| 9F  | 保健福祉局（総務課、保護課、長寿社会対策課、地域保健福祉推進課、地域医療課、介護保険課、健康推進課、感染症医療政策課） |
| 8F  | 保健福祉局（障害福祉課、保険年金課、同和対策課）、産業経済局（企業立地支援課）、港湾空港局（エネルギー産業拠点化推進課、空港企画課 |
| 7F  | 産業経済局（総務課、緊急経済対策室、雇用政策課、商業・サービス政策課、産業政策課、企業立地支援課、物流拠点支援室、産業イノベーション推進室、農林課、水産課、鳥獣被害対策課）、農業委員会事務局、企画調整局（行政資料室）                     |
| 6F  | 財政局（財政課、財産活用推進課、税制課、課税第一課、固定資産税課、収税企画課、債権管理室） |
| 5F  | 秘書室、総務局（総務課、法制課） |
| 4F  | 総務局（人事課、給与課、福利課、福利厚生団体（共済組合・厚生会））、広報室（広報課、報道課）、市政記者室 |
| 3F  | 企画調整局（企画課、政策調整課、世界遺産課、SDGS推進室、地方創生推進室、国際政策課、都市マネジメント推進課）、総務局 (新型コロナウイルス感染症対策室) 、危機管理室（危機管理課）、大集会室                                                   |
| 2F  | 総務局（行政経営課）、市民文化スポーツ局（総務区政課、戸籍住民課、地域振興課、生涯学習課、世界体操・新体操選手権推進室、文化企画課、東アジア文化都市推進室、スポーツ振興課、国際スポーツ大会推進室、安全・安心推進課、安全・安心都市整備課） |
| 1F  | 会計室、総合出納取扱店派出所、広報室（広聴課、案内）、総務局（警備室）、市民ロビー、福岡銀行北九州市庁内支店 |
| B1F | 総務局（管理第二係室、安全管理室、メールセンター）、北九州市役所内郵便局、食堂（玉屋食堂）・売店（井筒屋）、銀行ATM（みずほ銀行、北九州銀行、西日本シティ銀行、福岡ひびき信用金庫）                                                          |
| B2F | 印刷センター、入札室、理容室 |
| 階  | 議会棟入居部局 |
| 2F  | 市議会事務局（総務課） |
| 1F  | 市議会事務局（総務課、議事課、政策調査課）、警備室 |